# Блок-сополимер
Блок-сополимер (англ. block copolymer) — линейный сополимер, макромолекула которого состоит из регулярно или статистически чередующихся гомополимерных блоков, различающихся по составу или строению. Полимеры, полученные из одного мономера и содержащие чередующиеся блоки различной пространственной структуры (например, изо- и синдиотактические конфигурации), называются стереоблок-сополимерами.

## Описание
Блок-сополимеры, как правило, сочетают свойства составляющих их блоков, на чём основана модификация одного полимера вторым компонентом и этим отличаются от традиционных статистических сополимеров, которые не проявляют характеристик каждого из компонентов. Блок-сополимеры близки по свойствам смесям полимеров, однако наличие химических связей между блоками обусловливает их устойчивость и предотвращает их расслоение с выделением отдельных компонентов.
В основе многочисленных реакций синтеза блок-сополимеров лежат два главных принципа: взаимодействие макромолекулярного инициатора с мономером и взаимодействие двух или более полимеров или макрорадикалов друг с другом.
Синтез блок-сополимеров значительно расширяет возможности модификации свойств полимеров, так как в макромолекуле направленно можно сочетать участки разнообразных по структуре и свойствам полимеров — природных и синтетических, карбо- и гетероцепных, гибких и жестких, гидрофобных и гидрофильных, регулярных и нерегулярных и т. п. Вместе с тем, определение корреляции между составом и строением макромолекул блок-сополимеров и их свойствами в значительной степени осложнено трудностями выделения и идентификации индивидуальных блоков, что обусловливает небольшое количество блок-сополимеров со строго установленным строением из применяемых на практике.
Для блок-сополимеров характерно микрофазное разделение, сопровождающееся образованием нано- и микрообластей с концентрированием сегментов (блоков) одинакового химического строения. Наличие таких микрообластей является причиной существенного различия в свойствах блок-сополимеров и соответствующих статистических сополимеров того же состава, что обусловливает в большинстве случаев аддитивность структурно-механических свойств блок-сополимеров.
Сочетание в блок-сополимере свойств гомополимеров проявляется в термомеханических свойствах и температурах переходов блок-сополимеров, состоящих из несовместимых или ограниченно совместимых друг с другом полимерных блоков. Такие блок-сополимеры имеют несколько температур стеклования (по числу разнородных блоков), а температура их течения определяется наивысшей температурой течения одного из компонентов.
Варьировать свойства одного и того же блок-сополимера возможно действием на него различных растворителей и осадителей, формируя глобулярную или фибриллярную формы, получая таким образом различные по свойствам продукты.
Сочетание жестких и гибких блоков макромолекул обусловливает возможность получения модифицированных эластомеров, обладающих повышенными прочностными характеристиками при сохранении эластичности.
Перспективными направлениями в области блок-сополимеризации являются исследования регулируемых реакций синтеза блок-сополимеров без образования гомополимеров, определение взаимосвязи свойств блок-сополимеров с их химическим строением и нано-/микрофазовой структурой и разработка соответствующей количественной теории закономерностей получения блок-сополимеров.